# Renmark Paringa Council
Renmark Paringa Council is een Local Government Area (LGA) in de Australische deelstaat Zuid-Australië.